# Melampita menuda
La melampita menuda (Melampitta lugubris) és un ocell de la família dels melampítids (Melampittidae).

## Hàbitat i distribució
Habita el terra del bosc amb dens sotabosc, a les muntanyes de Nova Guinea.